# Studio meridionale
Lo Studio meridionale (cinese tradizionale: 南書房; pinyin: Nánshūfáng; mancese: Julergi bithei boo) fu un'istituzione consultiva creata in Cina dalla dinastia Qing.

## Storia e funzioni
Nel 1677, l'imperatore Kangxi fondò lo Studio nella zona meridionale del palazzo della Purezza Celeste (da qui la dicitura  Meridionale). Lo Studio era composto dai membri più meritevoli dell'Accademia Hanlin, la più prestigiosa nell'Impero cinese, che avevano il compito di consigliare il sovrano sulle principali questioni di carattere politico. I membri dello Studio erano, come si evince, assai influenti sulle decisioni dell'imperatore e, nel tempo, riuscirono a portare i vari sovrani ad allargare notevolmente il potere dell'istanza: benché de jure rimanesse solamente un organismo consultivo, de facto sostituiva il gabinetto politico nel decidere le leggi da promulgare. Nel tempo, lo Studio si appropriò dei poteri riservati al Consiglio dei principi e degli alti ufficiali, che venne poi abolito.
A seguito dell'istituzione del Gran consiglio dopo il 1729, lo Studio vide gradualmente sfumare il proprio potere. Rapidamente, esso divenne niente più che un circolo di discussione, mentre i poteri che poteva precedentemente vantare passavano al nuovo Consiglio. Nel 1898, ormai spogliato di ogni influenza reale, lo Studio venne chiuso.

## Curiosità
Oggi, in Cina, la frase "avere accesso allo Studio meridionale" è un modo proverbiale per indicare chi ha un'influenza considerevole sui dirigenti del governo, pur senza farne parte.